# Трипільський Андрій Володимирович
Андрí́й Володи́мирович Трипí́льський (14 січня 1912 — 29 грудня 1988) — український письменник, журналіст, літературознавець, мистецтвознавець.

## Життєпис
Друкувався з 1930, спочатку як прозаїк; по війні працював в ділянці заг. естетики, літературознавства, мистецтвознавства і критики. Праці в дусі ортодоксального соцреалізму: «Більшовицька партійність — основа соціалістичної естетики» (1948), «Образ героя нашого часу в радянській літературі» (1949), «Драматургія О. Корнійчука», «Олександер Корнійчук» (1950), «Проблеми соц. естетики» (1954), «Про красу мистецтва» (1959), «Ленінська філософія мистецтва» (1970) та ін.
Учасник Другої світової війни з червня 1941 до 9 травня 1945. Пішов на фронт членом Спілки письменників.
Кореспондент газет Окремої Приморської армії, Південного, Південно-Західного, Сталінградського, 3-го Українського фронтів.
З письменниками Іваном Гончаренком та Василем Кучером видавав серію нарисів — понад 30- про героїв оборони Одеси і Севастополя. Брав участь в обороні Києва, Одеси, Севастополя. В боях під Севастополем його було контужено.
Під час війни вийшли друком збірки його фронтових нарисів і оповідань «Над степами України» (1942), «Севастопольці» і «Над морем» (1943), «Севастополь» і «Дорога до Дніпра» (1944).
Разом з Миколою Грибачовим, Іваном Ле, Павлом Усенком, іншими, працював над бойовою історією 3-го Українського фронту, виданою в трьох томах.
Син — геофізик, доктор геологічних наук Олександр Трипільський (1938—2023).

## Нагороди
- Медаль «За оборону Одеси»[2] (рос.)
- Орден Вітчизняної війни 2-го ступеня[3] (рос.)